# Æthelric (roi du Deira)
Pour les articles homonymes, voir Æthelric.
Æthelric est un roi du Deira de la fin du VIe siècle. Il pourrait avoir régné de 588 à 593 ou de 599 à 604. Son royaume est conquis par Æthelfrith de Bernicie peu après.

## Biographie
Les sources ne précisent pas l'ascendance d'Æthelric. Il pourrait être un fils d'Ælle, son prédécesseur sur le trône du Deira. Plusieurs sources médiévales, comme la chronique de Jean de Worcester, le confondent avec un homonyme qui règne sur la Bernicie de 568 à 572.
La Chronique anglo-saxonne rapporte qu'Æthelric monte sur le trône à la mort d'Ælle, en 588, et qu'il règne pendant cinq ans. Elle indique pour l'année 593 qu'Æthelfrith devient roi de toute la Northumbrie, c'est-à-dire de la Bernicie et du Deira. Cependant, le moine northumbrien Bède le Vénérable affirme dans sa Chronica majora (en) qu'Ælle est encore roi lorsque la mission grégorienne arrive en Angleterre, en 597.
D'autres indications chronologiques situent la prise de contrôle du Deira par Æthelfrith vers 604. Il est possible que les cinq années de règne d'Æthelric s'inscrivent plutôt dans la fourchette 599-604, ce qui serait cohérent avec le récit de Bède. Le compilateur de la Chronique anglo-saxonne aurait commis une erreur de calcul en confondant les deux Æthelric. Premier souverain d'une Northumbrie unifiée, Æthelfrith prend pour femme une fille d'Ælle, Acha, et contraint son frère Edwin à l'exil.